# Leucospilapteryx anaphalidis
Leucospilapteryx anaphalidis är en fjärilsart som beskrevs av Tosio Kumata 1965. Leucospilapteryx anaphalidis ingår i släktet Leucospilapteryx och familjen styltmalar. Inga underarter finns listade i Catalogue of Life.